# Kuthy Dezső (püspök)
Kuthy Dezső (Baja, 1888. november 11. – Budapest, 1973. május 18.) a Dunáninneni evangélikus egyházkerület püspöke 1944-től 1947-ig.

## Életútja
A cisztercita gimnáziumban érettségizett, majd Pozsonyban, Jénában és Göttingenben folytatta teológiai tanulmányait. Több Pest környéki gyülekezet szervezése után 1921-től báró Radvánszky Albert egyetemes felügyelő titkára, a Luther Otthon igazgatója, 1938-tól egyetemes főtitkár. 1944. április 26-án iktatták be a dunáninneni kerület püspöki tisztébe Balassagyarmaton. Betegségére hivatkozva 1947 augusztusában nyugalomba vonult. 
Még 26 évet élt. 1973. május 18-án halt meg Budapesten.